# Alphonse Van Mele
Alphonse Van Mele (29 dicembre 1891 – 11 gennaio 1972) è stato un ginnasta belga.

## Palmarès

### Olimpiadi
- 1 medaglia:
  - 1 argento (Anversa 1920 nel concorso europeo a squadre)